# Rochefortia stellata
Rochefortia stellata är en strävbladig växtart. Rochefortia stellata ingår i släktet Rochefortia och familjen strävbladiga växter.

## Underarter
Arten delas in i följande underarter:
- R. s. maisiensis
- R. s. stellata